# Koppi
Koppi är ett kafferosteri i Helsingborg. Rosteriet startades 2007 då Charles Nystrand och Anne Lunell, båda vinnare av svenska Barista Cup, även kallat SM i barista, öppnade en kaffebar med egenrostat kaffe på Norra Storgatan i Helsingborg. År 2013 utsågs kaféet till Årets kaffebar i då nyinstiftade White Guide Café.

## Kaféverksamhet
Koppi grundades 2007 av Charles Nystrand och Anne Lunell, båda vinnare av svenska Barista Cup och deltagare i svenska baristalandslaget. Nystrand hade vunnit 2005 och Lunell 2006. Båda hade tidigare arbetat på kaféet K&Co i Helsingborg och jobbade på den anrika kaffebaren Java i Oslo, då kocken Niklas Ekstedt erbjöd dem att ta över dennes restauranglokaler invid Tycho Braheplatsen i Helsingborg eftersom han skulle flytta sin verksamhet till Stockholm. Snart efter invigdes kaféet där Lunell och Nystrand även inhyste ett eget rosteri. Den 30 maj 2013 öppnade Koppi en mindre filial på Södermalm i Stockholm under beteckningen Koppi pop-up coffee bar. När White Guide stiftade sin kaféguide, White Guide Café, år 2013, bedömdes kaféet att hålla "Mästarklass" och kom på delad andra plats i Mästarklasslistan White Guide Café 2013 efter Österlenkaféet Olof Viktors. Kaféet utsågs samtidigt som Årets kaffebar av samma organisation. Motiveringen löd:
| ” | För att delvis ha startat, och i synnerhet inspirerat och utvecklat, den pågående trenden kring ursprungsbetecknat kvalitetskaffe med eget rosteri. Dessutom ett café som lockar med en levande urban miljö, engagerad personal och hemgjorda bakverk. | „ |

Koppi pekas ut som det kafé som populariserade drinken Espresso & Tonic, som började serveras i kaffebaren under namnet Kaffe&Tonic och blev något av kaféets signaturdrink. Själva drinken ska ha skapats av en av Nystrands och Lunells kollegor i Oslo. Kaféverksamheten utökades ytterligare 2015 i och med att man öppnade en kaffebar i Malmö saluhall. I och med att kafferosteriverksamheten ökat och 80–90% av kaffet gick på export valde ägarna under 2017 att lägga ner sina kaffebarer för att fokusera på kafferosteriet. Kaféet i Helsingborgs lokaler övertogs av mikrobryggeriet Brewskis bar, Barski.

## Rosteriet
Vid sidan av kaféverksamheten rostar företaget även sitt eget kaffe och man var vid starten ett av få kaféer i Sverige som rostade sitt eget kaffe. Ägarna företar egna resor utomlands där de själva väljer ut vilka bönor som ska köpas in. Bönorna köps in från Honduras, Costa Rica, Colombia, Guatemala och Kenya. Den egna rostningen benämns Silent Shout och är en säsongsbaserad kaffeblandning som rostas på de bönor ägarna anser vara bäst lämpade för tillfället. Koppis rostningar säljs, förutom i det egna kaféet, även av flera andra kaffebarer, kaffebutiker och restauranger. Bland annat köps kaffet in av Köpenhamnsrestaurangen Bror. Tillsammans med det danska bryggeriet Mikkeller lanserade Koppi år 2011 världens första India Pale Ale bryggd med kaffebönor, Mikkeller Koppi Coffee IPA. I ett första parti blandades humlesorten Tomahawk med kaffebönan Guji och i ett senare användes kaffebönan Odoo Skakiso. År 2012 lanserades även ett parti spontanjäst öl, Mikkeller Spontankoppi. Efter att rosteriverksamheten vuxit ur lokalerna i kaféet på Norra Storgatan flyttades denna 2016 till lokaler i före detta husarregementets byggnader på Cindersgatan söder om stadsdelen Söder.